# Ljapunow-Preis
Der Ljapunow-Preis (russisch Премия имени А. М. Ляпунова Premija imeni A. M. Ljapunowa) wurde nach dem russischen Mathematiker Alexander Michailowitsch Ljapunow benannt und wird von der Russischen Akademie der Wissenschaften seit 1995 für herausragende Leistungen auf den Gebieten Mathematik oder Mechanik verliehen. Bis 1989 wurde diese Auszeichnung von der Akademie der Wissenschaften der UdSSR und 1992 von der Russischen Akademie als Ljapunow-Goldmedaille (russisch Золотая медаль имени А. М. Ляпунова Solotaja medal imeni A. M. Ljapunowa) vergeben. Die Ehrung mit einer Goldmedaille wurde 1969 von der Akademie der Wissenschaften der UdSSR beschlossen. 1971 erfolgte die erste Auszeichnung.

## Preisträger

### Ljapunow-Goldmedaille
- 1971 Wassili Sergejewitsch Wladimirow
- 1974 Leonid Iwanowitsch Sedow
- 1977 Wladimir Nikolajewitsch Tschelomei
- 1980 Anatoli Alexejewitsch Logunow
- 1982 Wiktor Pawlowitsch Maslow
- 1986 Juri Alexejewitsch Mitropolski
- 1989 Nikolai Nikolajewitsch Bogoljubow
- 1992 Nikolai Nikolajewitsch Krassowski

### Ljapunow-Preis
- 1995 Andrei Andrejewitsch Bolibruch
- 1998 Leonid Pawlowitsch Schilnikow
- 2001 Dmitri Wiktorowitsch Anossow und Anatoli Isserowitsch Neischtadt
- 2004 Walentin Witaljewitsch Rumjanzew
- 2007 Dmitri Walerjewitsch Treschtschow
- 2010 Wladimir Fjodorowitsch Borissow und Michail Iljitsch Selikin
- 2013 Anatoli Pawlowitsch Markejew
- 2016 Sergei Borissowitsch Kuksin
- 2022 Andrei Jewgenjewitsch Mironow